# Лодейное (Архангельская область)
Лодейное — деревня в Вельском районе Архангельской области. Входит в состав Муниципального образования «Усть-Шоношское».

## География
Данное поселение расположено в южной части Архангельской области, в таёжной зоне, в пределах северной части Русской равнины, в 57 километрах на северо-запад от города Вельска, на правом берегу реки Шоноша притока Вели. Ближайшие населённые пункты: на севере нежилая деревня Тёмная, на востоке, на противоположенной стороне реки деревня Берёзово.
Часовой пояс
Лодейное, как и вся Архангельская область, находится в часовой зоне МСК (московское время). Смещение применяемого времени относительно UTC составляет +3:00.

## Население
| 2002 | 2010 | 2012 | 2014 |
| ---- | ---- | ---- | ---- |
| 101  | ↘76  | ↗98  | →98  |

## История
Указана в «Списке населённых мест по сведениям 1859 года» в составе Вельского уезда(1-го стана) Вологодской губернии под номером «2262» как «Лодейная Веретья(Боръ)». Насчитывала 16 дворов, 66 жителей мужского пола и 79 женского.
В материалах оценочно-статистического исследования земель Вельского уезда упомянуто, что в 1900 году в административном отношении деревня входила в состав Шабановского сельского общества Есютинской волости. На момент переписи в селении Лодейное(Лодейное Веретье, Боръ) находилось 34 хозяйства, в которых проживало 90 жителей мужского пола и 113 женского.

## Достопримечательности
Церковь Казанской иконы Божией Матери -  Объект культурного наследия № 2900001044  Кирпичная одноэтажная церковь, 1816-1831 годов постройки. В настоящий момент ремонтируется.